# Commandos
Commandos – seria gier komputerowych wyprodukowanych przez hiszpańską firmę Pyro Studios i wydanych przez Eidos Interactive, w których gracz wciela się w dowódcę brytyjskich komandosów. Rozgrywka odbywa się na terenach okupowanych przez państwa Osi podczas II wojny światowej i jej celem jest zwykle zniszczenie nieprzyjacielskich instalacji, co wymaga ostrożnej eliminacji jednostek wroga obdarzonych sztuczną inteligencją.
Inicjująca serię, wydana w 1998 roku na komputery osobiste, strategiczna gra czasu rzeczywistego pod tytułem Commandos: Za linią wroga zawierała grupę do sześciu bohaterów o różnych umiejętnościach, a ich współpraca była potrzebna do zwycięstwa w misjach. Sukces gry spowodował powstanie w roku 1999 samodzielnego dodatku do niej pod tytułem Commandos: Zadania specjalne, który zawierał kilka nowych misji i nowe umiejętności dla kierowanych bohaterów. W sequelu Commandosów, wydanej w roku 2002 grze Commandos 2: Ludzie odwagi, kierowane postacie uzyskały ekwipunek i możliwość przejmowania uzbrojenia od pokonanych wrogów. Gra posiadała, w przeciwieństwie do poprzednich odsłon serii, trójwymiarowy silnik, aczkolwiek o ograniczonych możliwościach; była też próbą przeniesienia zasad rozgrywki na konsole Xbox i PlayStation 2. Trzecia część serii, Commandos 3: Kierunek Berlin z 2003 roku, charakteryzowała się poprawioną oprawą graficzną. W 2006 roku twórcy podjęli nieudaną próbę zmiany gatunku serii – gra Commandos: Strike Force z gatunku strzelanek pierwszoosobowych została przyjęta umiarkowanie. W 2010 nieoficjalnie informowano o pracach nad piątą częścią serii, lecz ukazała się ona dopiero w 2025.

## Realia
Akcja serii gier Commandos ma miejsce podczas II wojny światowej. Misje są możliwe do wykonania w różnych terenach okupowanych przez państwa Osi; w Commandos: Za linią wroga bohaterowie działają w Norwegii, Afryce Północnej, Francji i Niemczech. W dodatku do tej gry wśród nowych scenerii znalazły się Wyspy Normandzkie, Jugosławia, Holandia i wyspa Kreta. Commandos 2: Ludzie odwagi przeniosła akcję głównie do Azji – misje wykonywano w takich krajach jak Birma, Indie, Tajlandia i Japonia, a wśród przeciwników znaleźli się żołnierze japońscy. W Commandos 3: Kierunek Berlin dodano dwie nowe lokalizacje: Europę Środkową i Stalingrad.
W kwestii realizmu twórcy luźno podchodzili do prawdy historycznej i geograficznej, co znalazło swój wyraz w instrukcji do Commandos 2, w której udzielono sprostowania do nieścisłości w grze.

## Tło historyczne
Po ewakuacji spod Dunkierki większości żołnierzy Brytyjskiego Korpusu Ekspedycyjnego podpułkownik Dudley Clarke z Królewskiej Artylerii przedstawił koncepcję utworzenia niewielkich oddziałów, które byłyby zdolne do przedostania się za linię frontu oraz sabotażu wrogich obiektów wojskowych, przemysłowych i komunikacyjnych. Propozycja została poparta przez Winstona Churchilla.
W roku 1940 rozpoczęto tworzenie pierwszych oddziałów specjalnych spośród ochotników z brytyjskiej Armii Terytorialnej. Później na szkolenia zgłaszali się także żołnierze Korpusu Królewskiej Piechoty Morskiej oraz członkowie brytyjskich sił policyjnych. Clarke zaproponował dla nowych jednostek nazwę „Commando” (z ang. komandos), zainspirowany stylem walki burskich oddziałów kommando z czasów II wojny burskiej.
Komandosi byli szkoleni w sprawności fizycznej, umiejętności przetrwania i orientacji w terenie, walce wręcz, cichym zabijaniu, sygnalizacji, operacjach desantowych, obsłudze pojazdów (także produkowanych przez wroga) i broni oraz używaniu ładunków wybuchowych. Ich główna baza szkoleniowa znajdowała się we wsi Achnacarry w Szkocji.
Komandosi najczęściej działali we Francji, w Norwegii, na Bliskim Wschodzie, we Włoszech i w Birmie. Początkowo toczone na małą skalę operacje zaczepne podnosiły morale wśród wojsk sojuszniczych i cywilów. Później, w wyniku wzrostu natężenia operacji w Europie i ich coraz większej skuteczności, Adolf Hitler wydał tajny rozkaz o nazwie Kommandobefehl, w którym nakazał bezwzględną eliminację pojmanych komandosów.
Oddziały brytyjskich komandosów zostały rozwiązane po zakończeniu wojny.

## Gry z serii

### Commandos: Za linią wroga
Pierwsza gra z serii, Commandos: Za linią wroga (ang. Commandos: Behind Enemy Lines), ukazała się 20 maja 1998 roku. Została zaprojektowana przez Gonzalo Suáreza. Zawierała dwuwymiarową grafikę. Gracz kierował oddziałem do sześciu ludzi o różnych umiejętnościach, których współpraca była potrzebna do wykonania wytycznych misji, takich jak zniszczenie wrogich obiektów przemysłowych. Wrogowie posiadali zaawansowaną sztuczną inteligencję – w przypadku zauważenia postaci gracza nie tylko strzelali w jego stronę, ale też wzywali posiłki. Niewielka liczba dostępnych komandosów i ograniczone uzbrojenie wymuszały stosowanie taktyki cichego eliminowania nieprzyjaciela bądź jego unikania. Kampania dla jednego gracza zawierała 20 misji rozgrywanych na terenach okupowanych przez III Rzeszę, zaś w trybie wieloosobowym misje z kampanii były rozgrywane w trybie współpracy. Na całym świecie do końca 2000 roku gra została sprzedana w liczbie miliona egzemplarzy.

### Commandos: Zadania specjalne
Samodzielny dodatek do Commandos: Za linią wroga, zatytułowany Commandos: Zadania specjalne (ang. Commandos: Beyond the Call of Duty), ukazał się 31 marca 1999 roku i rozszerzył podstawową grę o 8 misji. Bohaterowie zyskali umiejętność odwracania uwagi wroga poprzez rzut kamieniem lub pozostawienie paczki papierosów. Umożliwione zostało także obezwładnianie wrogich żołnierzy i zmuszanie ich do wykonania określonej czynności. Poprawie uległa oprawa graficzna.

### Commandos 2: Ludzie odwagi
Kontynuacja Za linią wroga, Commandos 2: Ludzie odwagi (ang. Commandos 2: Men of Courage), miała premierę 20 września 2001 roku na komputery osobiste, a na przełomie sierpnia i września 2002 roku ukazały się jej wersje na konsole PlayStation 2 i Xbox. Również jej autorem był Gonzalo Suárez. Druga część serii została wyposażona w silnik trójwymiarowy, który miał jednak ograniczone możliwości – mapę w grze można było obracać jedynie skokowo, o 90°. Liczba kierowanych postaci zwiększyła się do dziewięciu, a one same zyskały ekwipunek, w którym mogły się znaleźć m.in. broń i apteczki. W związku z tym pojawiła się możliwość odebrania uzbrojenia i munduru przeciwnikowi. Bohaterowie zyskali umiejętność obsługiwania wrogiej broni, przebierania się w mundury obezwładnionych lub zabitych strażników, a także przenoszenia zwłok i używania pojazdów. Stanowiło to nowość w stosunku do poprzedniej części, w której zakres działań bohaterów był ograniczony. Poprawione też zostało zachowanie sztucznej inteligencji komputerowych strażników. Commandos 2 oferowała 12 misji mających miejsce nie tylko w Europie, ale również na Dalekim Wschodzie.

### Commandos 3: Kierunek Berlin
Trzecia część serii, Commandos 3: Kierunek Berlin (ang. Commandos 3: Destination Berlin, została wydana 13 października 2003 roku na komputery osobiste. Jej autorami byli Gonzalo Suárez i Ignacio Pérez Dolset. Podobnie jak Commandos 2, gra posiadała widok izometryczny z trójwymiarowymi wnętrzami. Liczba kierowanych postaci została zredukowana do sześciu, a zestaw 12 misji podzielono na trzy kampanie w Normandii, Europie Środkowej i Stalingradzie. Commandos 3, w przeciwieństwie do poprzednich części serii, nie obsługiwała skrótów klawiaturowych.

### Commandos: Strike Force
Czwarta część serii, Commandos: Strike Force, ukazała się 17 marca 2006 roku na platformach Windows, PlayStation 2 i Xbox. Jej twórcami byli Ignacio Pérez i Jorge Rosado de Álvaro. W przeciwieństwie do pozostałych części serii, które były strategicznymi grami czasu rzeczywistego, Commandos Strike Force należy do gatunku strzelanek pierwszoosobowych. Liczbę bohaterów ograniczono do trzech. Można się jednak swobodnie pomiędzy nimi przełączać. Gra jest podzielona na trzy kampanie w ZSRR, Norwegii i Francji.

### Commandos: Origins
Piąta cześć serii, Commandos: Origins, została opracowana przez Claymore Game Studios i wydana przez Kalypso Media. Została wydana na PlayStation 5, Xbox Series i PC 10 kwietnia 2025 roku. Gra skupia się na genezie powstania oddziału komandosów, którego postaciami gracze kierowali w pierwszych trzech częściach.

## Odwołane części

### Commandos 4
21 sierpnia 2009 roku holenderski serwis Gamer.nl opublikował informację, jakoby w Pyro Studios miały trwać prace nad piątą częścią serii Commandos. Jeden z przedstawicieli studia zdementował jednak tę plotkę. 12 kwietnia 2010 roku serwis Blue's News, na podstawie informacji w życiorysach zawodowych byłego pracownika Pyro Studios – Marcosa Domenecha oraz obecnego – Jose Ramona Diaza Martina, wysnuł hipotezę o tym, że trwają ukryte prace nad kolejną częścią serii na PlayStation 3 i Xboksa 360.

## Odbiór serii
| Gra                          | GameRankings                  | Metacritic                |
| ---------------------------- | ----------------------------- | ------------------------- |
| Commandos: Za linią wroga    | 81%                           | b/d                       |
| Commandos: Zadania specjalne | 79%                           | b/d                       |
| Commandos 2: Ludzie odwagi   | 85% (PC) 75% (Xbox) 71% (PS2) | 87/100 (PC) 67/100 (Xbox) |
| Commandos 3: Kierunek Berlin | 75%                           | 72/100                    |
| Commandos: Strike Force      | 64% (PC) 63% (Xbox) 63% (PS2) | 62/100 (PC) 58/100 (PS2)  |

Odbiór gier z serii Commandos był zróżnicowany. Pierwsza część, Za linią wroga uzyskała głównie wysokie noty wśród recenzentów i pochwały za nowatorski sposób rozgrywki, sztuczną inteligencję i oprawę graficzną, krytykowano natomiast wysoki poziom trudności. Z takimi samymi pochwałami i zarzutami spotkały się Zadania specjalne. Druga część serii, najwyżej oceniana przez krytyków według agregatorów GameRankings i Metacritic, zyskała pozytywne oceny za wprowadzenie nowego silnika graficznego, natomiast krytykowano występujące w niej usterki techniczne i zbyt wysoki poziom trudności. Porażką zakończyła się próba przeniesienia zasad rozgrywki na konsole PlayStation 2 i Xbox – występowały odmienne zdania co do wygody obsługi gamepada, a krytykowana była niewyraźna na telewizorach oprawa graficzna.
Od tego czasu nastąpił regres w jakości gier z serii. Trzecia część serii spotkała się z krytyką ze względu na bardzo wysoki poziom trudności, a wśród zauważonych wad znalazł się brak obsługi skrótów klawiaturowych. Do serii przylgnęła wówczas etykieta gier niemożliwych do przejścia; do Commandosów była porównywana w negatywnym tonie gra Soldiers: Ludzie honoru. Próba uczynienia rozgrywki przystępniejszą, podjęta w Commandos: Strike Force, nie powiodła się – mimo spadku poziomu trudności krytykowano grę za niskiej jakości sztuczną inteligencję i niedokładne przeniesienie zasad rozgrywki z poprzednich części.
Do 2003 sprzedano około 3 milionów egzemplarzy gier z serii Commandos.